# Ifaistos Limnou B.C.
L'Ifaistos Limnou B.C. è una società cestistica avente sede sull'isola di Lemno a Mirina, in Grecia. Fondata nel 2017, si è poi fuso con il Gymnastikos Syllogos Larissa-Faros, per giocare nel campionato greco.

## Roster 2019-2020
Aggiornato all'8 ottobre 2019.
|    | Naz.                   | Ruolo | Sportivo               | Anno | Alt. | Peso | Note |
| -- | ---------------------- | ----- | ---------------------- | ---- | ---- | ---- | ---- |
| 0  | Romania (bandiera)     | AG    | Vlad Moldoveanu        | 1988 | 206  | 105  |      |
| 1  | Grecia (bandiera)      | P     | Dīmītrīs Stamatīs      | 1996 | 188  | 86   |      |
| 5  | Stati Uniti (bandiera) | AG    | Sean Evans             | 1988 | 203  | 104  |      |
| 6  | Stati Uniti (bandiera) | PG    | Jerry Smith            | 1987 | 188  | 86   |      |
| 7  | Grecia (bandiera)      | AP    | Michalīs Pelekanos     | 1981 | 198  | 100  |      |
| 9  | Grecia (bandiera)      | AC    | Michalīs Tsairelīs     | 1988 | 208  | 111  |      |
| 11 | Grecia (bandiera)      | C     | Giōrgos Diamantakos    | 1995 | 213  | 125  |      |
| 14 | Stati Uniti (bandiera) | AP    | Marcus Gilbert         | 1993 | 198  | 84   |      |
| 15 | Grecia (bandiera)      | AC    | Dīmītrīs Charitopoulos | 1983 | 207  | 113  |      |
| 16 | Grecia (bandiera)      | AP    | Spyros Mourtos         | 1990 | 198  | 84   |      |
| 23 | Stati Uniti (bandiera) | GA    | Mario Little           | 1987 | 198  | 95   |      |
| 34 | Stati Uniti (bandiera) | P     | Cliff Hammonds         | 1985 | 191  | 91   |      |

### Staff tecnico
| Allenatore: | Sotiris Manolopoulos                |
| Assistenti: | Thanasis Giaples, Thanasis Molivdas |